# Lâm Khải Linh
Lâm Khải Linh (Tiếng Anh: Ashley Lam Kae Ning, ngày 3 tháng 3 năm 2000 -), ca sĩ kiêm nhạc sĩ Hồng Kông. Hiện nay, cô ấy là một nghệ sĩ của công ty giải trí Milkyway Hairun Artists Limited.

## Sơ yếu lí lịch
Lâm Khải Linh là hậu duệ gia tộc Ái Tân Giác La kiêm Mãn Châu Chính Hoàng Kỳ, cô từng học tại trường tiểu học St. Paul Co-educational College (tốt nghiệp năm 2012) và trường đại học St Paul's Co-educational (tốt nghiệp năm 2018). Cô đã học piano, violin và sáo từ khi còn nhỏ. Năm tám tuổi, cô đã đạt được trình độ piano cấp tám, và hơn nữa cô còn có thành tích học tập xuất sắc. Vào tháng 2 năm 2016, cô gia nhập làng giải trí Hồng Kông với tư cách ca sĩ, diễn viên và người mẫu bán thời gian. Cùng năm đó, cô thể hiện ca khúc chủ đề "Trưởng thối thúc thúc" của bộ phim hoạt hình kinh điển "Mộng trung đích thiên sử" với Đường Vy Kỳ và giành được nhiều bình luận tích cực.
Năm 2017, Lâm Khải Linh chính thức ký hợp đồng trở thành nghệ sĩ của công ty giải trí Milkyway Hairun Artists Limited, Hợp tác với Lưu Đức Hoa và quay bộ phim cá nhân đầu tiên "Lắng nghe tiếng lòng". Vào tháng 8 năm sau, cô đã đạt được 41 điểm trong Chương trình dự bị Đại học Quốc tế (IB) và được nhận vào Đại học Hồng Kông, được nhận vào "Khoa Kiến trúc".

## Phim đã tham gia

### Phim truyền hình
| Năm  | Tên phim bằng tiếng Việt | Tên phim bằng tiếng Trung | Tên phim bằng tiếng Anh | Vai diễn       |
| ---- | ------------------------ | ------------------------- | ----------------------- | -------------- |
| 2019 | Lắng nghe tiếng lòng     | 熱血合唱團                | Find Your Voice         | Dương Gia Bích |

### Phim vĩ mô
| Năm  | Tên phim bằng tiếng Việt          | Tên phim bằng tiếng Trung | Tên phim bằng tiếng Anh | Vai diễn    |
| ---- | --------------------------------- | ------------------------- | ----------------------- | ----------- |
| 2018 | Biệt nhượng thế giới cải biến ngã | 別讓世界改變我            |                         | Lý Vịnh Hân |
| 2018 |                                   | I Miss Pho                | I Miss Pho              | Thiếu nữ    |
| 2019 |                                   | Sleep Less in Seattle     | Sleep Less in Seattle   | Annie       |
| 2019 | Khán đắc kiến đích hoàn mỹ        | 看得見的完美              |                         | Trần Đồng   |

### Chương trình tạp kỹ
| Năm                                     | Tên chương trình                             | Tên chương trình                        | Ghi chú                                 |                                         |
| Cục Phát thanh và Truyền hình Hồng Kông | Cục Phát thanh và Truyền hình Hồng Kông      | Cục Phát thanh và Truyền hình Hồng Kông | Cục Phát thanh và Truyền hình Hồng Kông | Cục Phát thanh và Truyền hình Hồng Kông |
| --------------------------------------- | -------------------------------------------- | --------------------------------------- | --------------------------------------- | --------------------------------------- |
| 2011                                    | Đệ 62giới hương cảng học hiệu lãng tụng tiết | 第62屆香港學校朗誦節                    | Biểu diễn vào ngày 3 tháng 4            |                                         |
| Truyền hình                             |                                              |                                         |                                         |                                         |
| 2019                                    | Tựu thị ái mỹ lệ                             | 就是愛美麗                              | Khách mời (phần 3 Tập 33)               |                                         |

### Video âm nhạc
| Năm  | Tên bài hát bằng tiếng Việt    | Tên bài hát bằng tiếng Trung | Tên bài hát bằng tiếng Anh | Ca sĩ         |
| ---- | ------------------------------ | ---------------------------- | -------------------------- | ------------- |
| 2018 | Dẫn lực biên duyên             | 引力邊緣                     |                            | Vương Tử Hiên |
| 2018 | Tại nguyệt đài thượng đẳng nhĩ | 在月台上等你                 | Final Boarding Call        | Vệ Lan        |
| 2018 | Nước mắt rơi xuống đại dương   | 掉進海的眼淚                 | Teardrops In The Ocean     | Hồng Gia Hào  |
| 2018 | Vĩnh viễn phi hành mô thức     | 永遠飛行模式                 | Airplane Mode              | Dear Jane     |

## Sự nghiệp âm nhạc
| Năm          | Tên bài hát          | Ghi chú                                                      |       |
| Cover        | Cover                | Cover                                                        | Cover |
| ------------ | -------------------- | ------------------------------------------------------------ | ----- |
| 2015         | Last Christmas       | —                                                            |       |
| 2016         | Summertime Sadness   | —                                                            |       |
| 2016         | Safe And Sound       | —                                                            |       |
| 2019         | Rumour               | Biểu diễn tại Fendi Mania                                    |       |
| Sáng tác gốc |                      |                                                              |       |
| 2017         | Double Standards     | —                                                            |       |
| 2018         | Perfect the Way I Am | Nhạc nền quảng cáo Revlon                                    |       |
| 2019         | Take My Hand         | Nhạc nền microfilm "Sleepless in Seattle" của Cathay Pacific |       |